# Helena Blach Lavrsen
Helena Blach Lavrsen (* 7. Juni 1963 in Frederiksberg Kommune als Helena Blach) ist eine dänische Curlerin. 
Ihr internationales Debüt hatte Blach Lavrsen bei der Weltmeisterschaft 1979 in Perth, sie blieb aber ohne Medaille. 1981 gewann sie bei der Europameisterschaft in Grindelwald mit der Bronzemedaille ihr erstes Edelmetall. 
Blach Lavrsen spielte als Skip für Dänemark bei den Curlingwettbewerben der Winterspiele von 1988 und 1992, die damals noch eine Demonstrationssportart war. Die Mannschaft belegte 1988 den sechsten Platz und 1992 den vierten Platz.
Ebenfalls als Skip spielte Blach Lavrsen der dänischen Mannschaft bei den XX. Olympischen Winterspielen in Nagano im Curling. Die Mannschaft gewann die olympische Silbermedaille nach einer 5:7-Niederlage im Finale gegen Kanada um Skip Sandra Schmirler.
Sie hat von 1979 bis 1998 insgesamt 16 Mal an den Weltmeisterschaften teilgenommen. 1982 gewann sie als Fourth des dänischen Teams um Skip Marianne Jørgensen die Goldmedaille. Als Skip gewann sie 1990 und 1997 die Silbermedaille und 1998 die Bronzemedaille. Bei den Europameisterschaften war sie von 1980 bis 1998 14 Mal dabei. 1994 konnte sie als Skip dort die Goldmedaille gewinnen. 1997 wurde sie mit ihrer Mannschaft Zweiter und 1981 und 1998 Dritter.
Bei der Juniorenweltmeisterschaft der Frauen 2013 war sie Trainerin des dänischen Teams um Stephanie Risdal Nielsen.

## Erfolge
- Weltmeisterin 1982
- Europameisterin 1994
- Junioreneuropameisterin 1983
- 2. Platz Olympische Winterspiele 1998
- 2. Platz Weltmeisterschaft 1998
- 2. Platz Europameisterschaft 1997
- 3. Platz Weltmeisterschaft 1990, 1997
- 3. Platz Europameisterschaft 1981, 1998